# Casa Museu José Régio (Vila do Conde)
A Casa Museu José Régio, ou Casa de José Régio, é uma casa-museu localizada da Avenida Campos Henriques nº 132, na cidade e no município de Vila do Conde, no Distrito do Porto, em Portugal.
Trata-se da casa que o pai do poeta José Régio herdou de sua tia, a madrinha Libânia, em 1928, onde passava férias e que preparou para viver quando se aposentou, aí se fixando permanentemente em 1966. A casa é um edifício de três andares que integra atualmente também o Museu de Vila do Conde, e data de finais do século XIX.
A casa onde José Régio nasceu situa-se ao lado desta casa-museu, no n.º 138 da Avenida Campos Henriques. 

## História
Após a morte do poeta em 1969, o imóvel foi adquirido pela Câmara Municipal de Vila do Conde, requalificado como espaço museológico, e aberto ao público em 17 de setembro de 1975. Em 2005, a Câmara Municipal levou a cabo obras na casa, por forma a estabilizar a estrutura do edifício e criar condições de preservação do espólio do artista que aí está instalado.
A exposição, de carácter permanente, inclui a sala de arte contemporânea no rés-do-chão (organizada pelo irmão, Júlio Maria, depois da sua morte), o quarto, o escritório e a biblioteca no primeiro piso, e no último piso, uma sala de jantar e dois quartos de hóspedes. No exterior da casa há um jardim com um mirante e um anexo de dois pisos, cada um com uma divisão.
Podem admirar-se na casa exemplares de objectos que o poeta acumulou ao longo do tempo quando era professor no Alentejo, embora grande parte do espólio se encontre na sua casa de Portalegre.
A casa alberga as mais diversas colecções: desde pintura, dos mais diversos tipos; temas de Purgatório ou Juízo Final, até à pintura contemporânea de Júlio Alvarez, como também desenhos do próprio Régio; cartas; escultura, em sua grande maioria pequena e média estatuária de raiz popular, tanto de arte profana como sacra: cristos, ex-votos, estatuária religiosa. Grande parte desta colecção adquirida no Alentejo. A casa possui ainda uma extensa biblioteca, onde constam primeiras edições.